# 바비 본즈
바비 본즈(Bobby Lee Bonds, 1946년 3월 15일 ~ 2003년 8월 23일)는 전 야구선수, 전 야구코치로 배리 본즈의 아버지이다. 1964년 샌프란시스코 자이언츠 입단하여 1974년 우익수 부문 골드글러브상을 수상하였고 1975년 메이저 리그 올스타에 뽑혔다. 선수 생활 은퇴 후 샌프란시스코 자이언츠 타격코치로 활동한 적이 있다.

## 같이 보기
- 30-30 클럽